# Bündnis Sahra Wagenknecht
Bündnis Sahra Wagenknecht – Vernunft und Gerechtigkeit (forkortet BSW; dansk: Sahra Wagenknechts Alliance – Fornuft og Retfærdighed) er et politisk parti, der blev stiftet i Tyskland i januar 2024. Det har navn efter dets medstifter og medlem af Forbundsdagen Sahra Wagenknecht. De fleste af de stiftende medlemmer har tidligere været medlem af venstrefløjspartiet Die Linke.

## Stiftende forening
Foreningen BSW – Für Vernunft und Gerechtigkeit e. V. blev officielt registreret ved byretten i Mannheim 26. september 2023. Foreningen fungerede som en forløberorganisation som forberedte stiftelsen af partiet.
Foreningen blev præsenteret på en pressekonference 23. oktober 2023 af den tidligere gruppeformand for Die Linkes forbundsdagsgruppe Amira Mohamed Ali, forbundsdagsmedlemmerne Sahra Wagenknecht og Christian Leye og to andre. Disse personer udgør foreningens bestyrelse. Samtidig meldte Wagenknecht og ni andre medlemmer af Forbundsdagen sig ud af Die Linke og annoncerede partiets opstilling til Europa-Parlamentetsvalget 2024 i Tyskland og til landdagsvalgene i de tre østtyske delstater Brandenburg, Sachsen og Thüringen i 2024.

## Stiftelse
Partiet blev stiftet af 44 personer på et stiftende møde 8. januar 2024 i Berlin. Dets fulde navn er Bündnis Sahra Wagenknecht - Vernunft und Gerechtigkeit med forkortelsen BSW. Den første partikonference fandt sted 27. januar 2024 i Berlin.

## Partiprogram
Da partiet blev stiftet, erklærede Sahra Wagenknecht, at hun ville præsentere det fulde partiprogram inden næste valg til den tyske Forbundsdag, som skal finde sted senest til efteråret 2025. Desuden ville partiets navn blive ændret og ikke længere indeholde hendes navn.
Et udkast til et program for valget til Europa-Parlamentet i 2024 blev præsenteret i slutningen af januar 2024.
Alliancen kritiserer EU og kræver bl.a. et opgør med EU's nuværende klimapolitik. Den opfordrer også til at stoppe våbenhjælpen til Ukraine.

## Parlamentarisk repræsentation
BSW-parlamentarikerne i den tyske Forbundsdag blev anerkendt som en parlamentarisk gruppe 2. februar 2024 under navnet Gruppe BSW. Gruppen havde allerede konstitueret sig internt den 11. december 2023 med Wagenknecht som formand, Klaus Ernst som næstformand og Jessica Tatti som gruppesekretær.
Partiet er også repræsenteret i tre delstatsparlamenter: Alexander King i Berlins Repræsentanternes Hus, Metin Kaya i Hamborgs byråd og Andreas Hartenfels i Rheinland-Pfalz' landdag.

## Modtagelse
Politologen Markus Linden ser konspirationsteorier og radikale tendenser blandt nogle af medlemmerne. BSW er i radikal opposition til systemet og mobiliserer mod de såkaldte "demokratiske eliter". Ifølge en analyse fra ugeavisen Die Zeit kan partiet udfylde udfylde et "tidligere helt ubesat" hul i det tyske partisystem, nemlig "til venstre, når det gælder økonomisk politik" og "til højre, når det gælder socialpolitik".
Ifølge forskellige meningsmålinger i oktober 2023 har mellem 12 og 20 procent (med op til 32 procent i det tidligere Østtyskland) af de tyske vælgere sagt, at de vil overveje at stemme på BSW.